# Božidar Njavro
‎Božidar Martin Njavro (tudi Darko Njavro), slovenski častnik, veteran vojne za Slovenijo, * 16. september 1970, Stuttgart, Nemčija.

## Civilno življenje
Rojen v Stuttgart - Bad Cannstatt, prvi razred osnovne šole opravil v Stuttgartu (Nemčija), osnovno šolo zaključil v Kočevju.
Izobrazba: elektrikar energetik, prometni tehnik, častniška šola Slo vojske, tehnolog prometa, varnostni manager, diplomirani ekonomist

## Vojaška kariera
Vojaški rok je služil v letih 1989 in 1990 v JLA, kjer je dosegel vojaški čin desetnika.
V letu 1990 je sodeloval pri projektu MSNZ (Manevrska struktura narodne zaščite). Do začetka vojne je bil "vpoklican na orožne vaje". Bil je pripadnik 30 RS v prvem postroju Slovenske vojske dne 17.12. 1990 v Kočevski Reki. Bil v ekipi, ki je varovala naborne listine in v ekipi, ki je varovala izvedbo plebiscita (varoval volilno mesto na Mačkovi v Ljubljani).
18. maja 1991 je bil ob ugrabitvi Vladimirja Miloševiča aktiviran in je bil med vojno za Slovenijo zadolžen za osebno varovanje podpolkovnika Toneta Krkoviča in koordinacijske skupine v Cankarjevem domu, bil pa je tudi osebni varnostnik Janeza Slaparja in Antona Krkoviča.
V enoti MORiS je postal poveljnik enote za posebne naloge (protiteroristični vod). V letu 1993 je končal prvo generacijo Šole za častnike SV in bil 23. julija imenovan v čin podporočnika.
Kasneje je postal pomočnik poveljnika specialne brigade MORiS za varnost (položajni čin major).
V letu 1994 je bil vpleten v afero Depala vas, zaradi česar je bil v "politični čistki osamosvojiteljev" zamenjan in je postal samostojni sodelavec za obveščevalne zadeve na Upravi za varnostne zadeve na Minstrstvu za obrambo (VO MO). Po nekaj mesecih premeščen na delovno mesto poveljnika voda v vojašnico Vrhnika. Maja 1996 je prekinil delovno razmerje z MORS.

## Odlikovanja in priznanja
- Vzoren vojak (Primeran vojnik, JLA dne 1. marec 1990)
- Spominski znak Obranili domovino 1991 (št. 6842 z dne 30. september 1991)
- Srebrni znak 1. Specialna brigada MORiS (1992)
- Zlata medalja generala Maistra z meči]] (št 902/8 dne 10. marec 1992)
- Spominski znak HRAST]] 25.6. 1991 (št. 185 dne 24. februar 1998)
- Spominski znak 1.postroj (št. 960-00-2/01-31 z dne 23. november 2001)
- Spominski znak LUKA KOPER  26.10.1991 (št.160 dne 15. marec 2004)
- Spominski znak Vojašnice 1991 (št. 6829 z dne 15. november 2010)
- Spominski znak Enota za posebne namene (št. 2611 z dne 15. november 2010)
- Spominski znak ŠTABI TO 1991 (št. 1392 z dne 15. november 2010)
- Spominski znak Kočevska Reka 1991 (št. 184 z dne 10.oktober 2011)
- Spominski znak Val 1991 (št. 278 z dne 10. oktober 2011)
- Spominski znak Postroj prve enote Slovenske vojske 1990 (št. 191 z dne 10. oktober 2011)
- Spominski bojni znak ORTNEK 1991 28. 6 - 29. 6. 1991 (št. 27 z dne 10. oktober 2011)